# Noapte de groază
Noapte de groază sau Noaptea groazei (în engleză Fright Night) este un film de groază american din 2011, regizat de Craig Gillespie, care a avut o continuare, Noaptea fricii 2 (în engleză Fright Night 2) în 2013.
Rolurile principale au fost interpretate de actorii Anton Yelchin, Colin Farrell și Christopher Mintz-Plasse.
Este un remake al filmului cu același nume din 1985, care, la rândul său, a avut o continuare, Noaptea fricii 2 (în engleză Fright Night Part 2), în 1988.

## Distribuție
- Anton Yelchin – Charley Brewster
- Colin Farrell – Jerry
- Christopher Mintz-Plasse – Edward “Evil Ed” Lee
- David Tennant – Peter Vincent
- Imogen Poots – Amy Peterson
- Toni Collette – Jane Brewster
- Dave Franco – Mark
- Emily Montague – Doris
- Will Denton – Adam Johnson
- Reid Ewing – Ben
- Sandra Vergara – Ginger
- Lisa Loeb – Victoria Lee
- Brian Huskey – Rick Lee
- Grace Phipps – Bee
- Dee Bradley Baker – Vampires (vocals)